# (59070) 1998 VG6
1998 في جي 6 (ويعرف أيضًا باسم (59070) 1998 في جي 6 وفق تسمية الكوكب الصغير) (بالإنجليزية: 1998 VG6)‏ هو كويكب ضمن حزام الكويكبات؛ وترتيبه 59070 من حيث الاكتشاف.
اكتُشف هذا الجُرم الفلكي بواسطة تاكيشي أوراتا ‏ في 11 نوفمبر 1998.

## وصلات خارجية
- (59070) 1998 VG6 في قاعدة بيانات مختبر الدفع النفاث لأجرام النظام الشمسي الصغيرة

- الاكتشاف · مخطط المدار ·  العناصر المدارية · المعلمات المادية

- (59070) 1998 VG6 على موقع ويكي سكاي: DSS2, SDSS, GALEX, IRAS, Hydrogen α, X-Ray, Astrophoto, Sky Map, Articles and images